# Johann Christian Mahr
Johann Heinrich Christian Mahr, auch Maar (* 1787 in Farnroda; † 1868 oder 1869 in Ilmenau) war ein deutscher Geologe und Freund Johann Wolfgang von Goethes.

## Leben und Wirken
Johann Christian Mahr lebte in Ilmenau und war dort als Geologe in den Kupferbergwerken tätig. So traf er auf Goethe, den Bergbauminister von Sachsen-Weimar-Eisenach. Er unternahm gemeinsam mit Goethe zahlreiche Wanderungen zum Kickelhahn, nach Manebach und zu anderen naturhistorisch interessanten Orten der Ilmenauer Umgebung. Mahr begleitete Goethe auch während dessen letzter Reise nach Ilmenau, ein halbes Jahr vor dem Tod des Dichters, am 27. August 1831 auf den Kickelhahn.
Darüber hinaus forschte Mahr an Fossilien, die er vor allem bei Manebach fand. Daraus baute er eine paläobotanische Sammlung auf, die als eine der bedeutendsten des 19. Jahrhunderts gilt und sich im Besitz des Museums für Naturkunde in Berlin befindet.
1857 wurde Mahr zum Bergrat (Leiter der Bergwerke) von Ilmenau ernannt.
1990 wurde eine Straße in Ilmenau nach Johann Christian Mahr benannt.